# 蒲生田山古墳群
蒲生田山古墳群（かもうだやまこふんぐん）は、山形県南陽市にある古墳時代前期から終末期頃のものと考えられる古墳群。南陽市指定の史跡。

## 概要
南陽市上野の丘陵に存在する。昭和初期頃までは数十基もの古墳で構成される古墳群であったが、その後の葡萄畑の開墾等により、殆どが消滅してしまった。現在、発見されているものは、一号墳から四号墳までの四基のみである。
- 一号墳は、直径が約8mの横穴式円墳。
- 二号墳は、全長約29mで、4世紀前半の築造と推定される前方後円墳。
- 三号墳は、全長約29m、前方部端幅約11m、後方部幅約18mで、4世紀前半の築造と推定される前方後方墳。
- 四号墳は、全長約29m、前方部端幅約11m、後方部幅約16mで、4世紀前半の築造と推定される前方後方墳。
- 三号墳と、四号墳の周濠部分から、塩釜式期の二重口縁底部穿孔土師器が出土した。

## 主な出土品
- 二重口縁底部穿孔土師器（にじゅうこうえんていぶせんこうはじき）

## 所在地
- 〒999-2233
- 山形県南陽市上野字山居沢山（通称：蒲生田山）

## 資料
- 蒲生田山古墳群現説資料